# 송병준
송병준(宋秉畯, 1857년 10월 7일 음력 8월 20일 ~ 1925년 2월 1일)은 조선 시대 말기에 활동한 무관이다. 조선국 사헌부 감찰 등을 지냈다.
정미칠적 중 일원이며 한일 합병 조약 체결 과정에서도 일진회를 통해 중요한 역할을 했다. 무과 급제 후 무관으로 활동하다가 김옥균을 암살 밀명을 받고 일본에 건너갔지만 오히려 김옥균에게 감화되었고 그의 동지가 되면서 개화파 정치인이 되었다. 그러나 뒤에 친일파로 변절하여 일진회 등의 조직과 한일신협약 체결, 한일 합방에 적극 가담하여 활동하였다. 오늘날 그는 이완용과 함께 친일파, 매국노의 수괴로 대표되는 인물이 되었다.
일제강점기에 처음으로 창씨개명하여 흔히 창씨개명 제1호로 알려져 있으며, 이름은 노다 헤이슌(일본어: 野田 秉畯) 혹은 노다 헤이지로(일본어: 野田 平次郎)이며 별명은 ‘노다(野田) 대감’이다. 호는 제암(濟庵).

## 생애

### 생애 초반
일설에 의하면 그는 은진 송씨 서얼 후손이요, 송문수(宋文洙)의 서자(庶子)라고는 하나 그것을 증명할 족보 등의 문서가 실존하지 않는다고 한다. 당시엔 성씨 도용이 흔한 일이었기 때문이다. 함경남도 장진군 출생, 어머니 홍씨는 양자로 들어간 민태호의 첩인 기생 홍씨로 알려져 있으며 서출이었다. 이후 민영환의 식객 생활을 하게 된다.
서자에 어머니가 기생이라 정규 교육을 받지 못하다가 잠시 서당에 나가 한학을 수학하였다. 8살 때 홀로 한양으로 상경하여 수표교 근처 기생집에서 조방꾸니 노릇을 했다. 우연히 세도가 민태호의 눈에 띄었는데, 달변과 민첩한 행동으로 그의 신임을 얻게 되었다. 이후 민태호의 애첩인 홍씨 집에서 일하게 되었고, 민영환 집안의 식객(食客)생활을 했다.
일설에는 자신의 생모와 같은 가문 사람인 민태호의 첩 홍씨를 어머니라고 불렀다고 한다.

### 관료 생활과 정치 활동

#### 민씨 일족의 식객
1871년 무과에 합격하여 수문장(守門將)이 되어 수문장청에 배속되었고, 이후 훈련원판관(訓鍊院判官)이 되었다. 1873년에는 오위도총부도사(五衛都摠部都事)·사헌부 감찰(監察) 등을 지냈다.
1876년 강화도 조약 때 접견사 수행원으로서 구로다 일행을 접대하였다. 그 뒤 송병준은 구로다 일행을 따라온 일본의 무역회사 대창조 사주인 오오쿠라와 합작하여 부산에 상관을 차렸다. 이는 조선 역사상 최초의 한일 합작 상회인 셈이다. 당시 국법에 따르면 일본인과 합작하여 상행위를 할 수 없었으며, 더구나 송병준이 일본인의 앞잡이 노릇을 하였기 때문에 그에 격분한 부산 사람들이 그의 상관을 부숴 버렸다.
1882년 임오군란 때에는 간신히 피신하였다. 그를 좋지 않게 본 사람들이 그의 집을 불태웠고, 그는 남대문 밖 농가의 쌀뒤주에서 열흘쯤 숨어 지내야 했다. 1884년 갑신정변 때에도 사람들이 그의 집을 불태웠고, 그는 겨우 도망하여 살아남았다. 샤쿠오(釋尾東邦)는 《조선병합사》에서 “일본의 감독이 없는 고종 치하와 조선인 내각 밑에서는 … 생명이 위태롭다”라고 송병준이 생각했기 때문이라고 쓰기도 했으나, 이는 사실과 다르며, 송병준은 그 뒤로도 요직을 두루 섭렵하였다.

#### 전향과 일본 망명
그 뒤 그는 본시 수구파(守舊派)에 속했으므로 1884년 조선정부로부터 밀명을 받아 갑신정변 실패 후 일본에 망명 중이던 김옥균(金玉均)을 암살하기 위해 일본으로 건너갔다가 도리어 김옥균의 인품에 감화, 설득되어 암살 파견 사실을 이실직고하고 그의 동지가 되었다.
그 뒤 조선에 귀국하였는데, 1877년때 일본인과 같이 상회를 차린 혐의로 투옥되었다가 민태호의 양아들인 민영환의 주선으로 출옥하였으나, 86년에는 그와 함께한 조선인 밀정의 밀고에 의해 김옥균과 통모한 혐의로 투옥되었다가 다시 출옥하였다.
이후 흥해군수·양지현감(陽智縣監) 등을 역임하다가 1897년 정부로부터 체포령이 내려져 다시 일본으로 피신했다. 김옥균의 암살 소식을 듣고 그는 황제와 조정에 대해 반감을 품게 되었다. 이후 조선인임을 포기하고 노다 헤이치로(野田平治郞)라는 이름으로 개명하고 은신하며, 야마구치현에서 잠업(蠶業)과 밭 농사, 막노동에 종사하면서 숨어 지냈다. 체력이 좋았던 그는 보통의 사대부와는 다르게 거친 공사장 인부일을 하였다.

#### 을사 조약 전후
1904년 러일 전쟁이 일어나자, 일본군을 따라 통역관으로 귀국하였다. 일본군 통역관으로 조선을 귀국한 후부터는 완전히 친일파로 변신하여, 비밀리에 일제의 지시를 받아 이용구 등과 함께 일진회를 조직하였다. 윤시병(尹始炳)과 함께 유신회(維新會)를 조직하는데 가담했다. 이때 일본군 병참감 오타니 기쿠조 소장의 통역을 맡으면서 용산지역에 일본군 사령부에서 주보(酒保: PX)를 경영했다.
헤이그 밀사사건이 실패로 돌아간 후에는 고종 황제 양위운동에 앞장서기도 했다. 이 때문에 1907년 고종 퇴위 후 노상에서 피습을 당하기도 했다.
1907년 이완용 내각이 들어서자, 농상공부대신·내부대신을 지내면서 일진회의 〈일한합방상주문〉 제출을 조종하는 등 대한제국 국민들이 “합방”을 간절히 원하는 듯 한 여론을 조작, 조성하는 데 앞장섰다. 그 후 다시 일본에 건너가 국권피탈을 위한 매국외교를 하여 전국민의 비난과 지탄을 받았다.

### 한일 강제병합의 배후
1910년 10월 한일 강제병합 이후 송병준은 한일 강제병합에 대한 이러한 공로를 인정 받게 되어 한일 강제병합 후 일본 제국으로부터 훈1등 자작(子爵) 작위를 받게 되었고, 조선총독부 중추원 고문이 되었으며 1920년 백작(伯爵) 지위에 승급한다. 1935년 총독부가 편찬한 《조선공로자명감》에 조선인 공로자 353명 중 한 명으로 수록되어 있다. 그러나 한일 강제병합 조약의 원흉으로 몰려 여러 번 피습을 당하기도 했다.
일제 강점기 초기까지 많은 부를 축적하여 재산가가 되었으며, 부의 축적 과정은 ‘권력을 앞세운 재산강탈형’으로 평가된다. 그러나 일진회와 시천교 재산을 사유화하여 부를 쌓았던 송병준의 재산은 1920년대 들어 급격히 줄어들었다.
일진회의 멤버였던 그는 천도교에서 파문 당하고 독자적으로 수만 명의 추종자를 이끌고 시천교를 만들기도 했다. 1925년 2월 1일 경성 자택에서 뇌일혈로 갑자기 사망하였다.

### 독살설
그는 1925년 2월 1일 친일 실업거두 한상룡(韓相龍)이 주최한 연회에 참석한 뒤 갑자기 사망하였다. 그런데 일설에는 한상룡(韓相龍)이 주최한 연회에서 누군가에게 독살되었다는 설도 있다.

## 사후
- 2002년 발표된 친일파 708인 명단과 2008년 민족문제연구소에서 친일인명사전에 수록하기 위해 정리한 친일인명사전 수록예정자 명단에 자신의 작위를 습작 받은 아들 송종헌과 함께 선정되었다.
- 2007년 대한민국 친일반민족행위진상규명위원회가 발표한 친일반민족행위 195인 명단에도 들어 있다.
- 2007년 5월 2일 대한민국 친일반민족행위자재산조사위원회는 송병준과 송종헌의 재산을 국가로 환수하기로 결정했다.[12] 위원회는 11월 22일 제3차 재산환수 대상자를 선정하면서 친일반민족행위자 재산의 국가귀속에 관한 특별법 시행 이후 제3자에게 처분한 송병준의 재산에 대해서도 국가귀속 결정을 내렸다.[13]
- 송병준의 증손자는 재산 국가귀속 결정에 반발하여 2008년에 친일반민족행위자 재산의 국가귀속에 관한 특별법에 대한 헌법소원을 제기했다.[14]

- 2010년 8월, 송병준의 후손들이 인천광역시 부평구에 있는 옛 미쓰비시 공장 부지이자 부평 미군부대 부지였고, 부평공원이 조성될 예정인 땅을 돌려달라고 소송을 걸었다. 참고로 이 부지는 3,000억 원대로 추산되며 부평구의 절반에 해당되는 영역이다.[15]

## 평가
일제 강점기 초기까지 많은 부를 축적하여 재산가가 되었으며, 부의 축적 과정은 ‘권력을 앞세운 재산강탈형’으로 평가된다.
한국 최초의 친일 합작업자 제1호, 일제 강점기 창씨개명 제1호 등의 수식어가 따라 붙었다. 또한 돈을 밝혔으나 의리와 은혜를 몰랐다. 민영환이 순절하자 그 재산을 빼앗으려고 민영환의 부인을 협박하다가 물의를 일으켰으며, 그것을 낭설이라고 보도하면 사례하겠다고 《국민신보》에 제의했다가 《국민신보》마저 배신하였고, 《국민신보》의 이강호(李康鎬)가 폭로한다. 또한 실업자이자 친구인 김시현(金時鉉)이 죽자 재산관리를 맡게 되었는데 재산 횡령 혐의로 사후에 소송까지 당했다.

## 가족 관계
일설에 그가 양반가의 서출이었다고 하지만 이는 송병준의 주장일 뿐 실제로 송병준은 민태호의 양자로 들어가는 등 고아나 다름없었다. 그래서 그의 출생에 의혹이 있으며 성씨 또한 증거로 삼을 수 있는 족보나 자료가 없다. 그래서 당대 문벌 명문가중 하나인 은진 송씨 집안에서 식객생활을 하다가 성씨를 사칭하며 민태호의 양자로 들어간 것으로 보인다. 그의 생모는 기생 홍씨로 알려졌는데 민태호의 식객 생활을 하면서는 당시에 그의 첩인 홍씨를 어머니로 불렀었으니 그의 출생에 한층 의혹이 가는 부분이다. 또한 그의 사위 중 한 사람인 구연수는 을미사변 당시 조선인 고위 협력자 중 한 사람이었다.
- 어머니: 덕상 홍씨 (기생)
- 부인 : 이름 미상
  - 아들: 송종헌
    - 손자 : 송재구

  - 딸 : 송씨
  - 딸 : 송씨
  - 사위: 구연수
  - 딸 : 송씨
    - 손자 : 한국타이거풀스 (사장,부사장)송재빈,송돈호 출처 한겨레 커뮤니티 : 대사헌 (ijl1213)

## 관련 작품

### 드라마
- 《대한국인》 (1979, 배우 : 황범식)
- 《안중근》(1996, 배우: 김기진)

### 영화
- 《도마 안중근》 (2004년, 배우 : 이정용)

## 같이 보기
- 일진회
- 국민신보

## 참고 자료
- 친일반민족행위진상규명위원회 (2007년 12월). 〈송병준〉 (PDF). 《2007년도 조사보고서 II - 친일반민족행위결정이유서》. 서울. 1~29쪽쪽. 발간등록번호 11-1560010-0000002-10. [깨진 링크(과거 내용 찾기)]
- 반민족문제연구소 (1993년 2월 1일). 〈송병준 : 이완용과 쌍벽을 이룬 친일매국노 제1호 (강창일)〉. 《친일파 99인 1.》. 서울: 돌베개. ISBN 978-89-7199-011-7.